# Howard Devoto

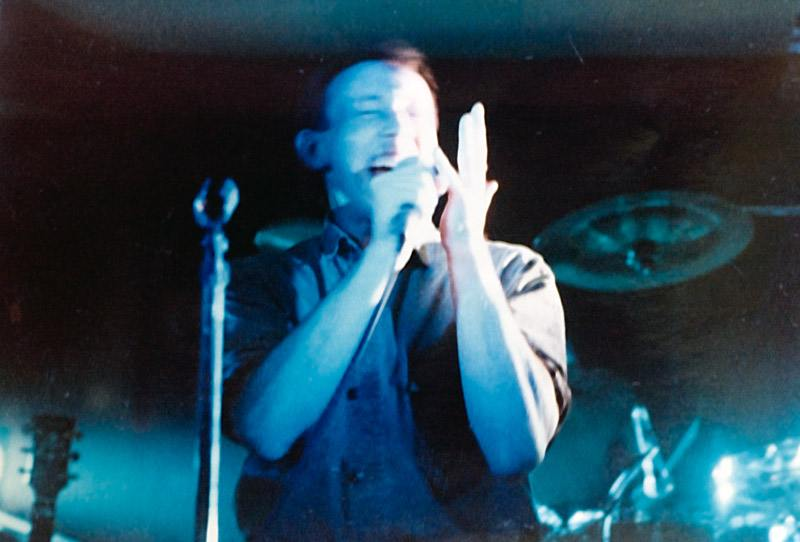
Howard Devoto

Howard Devoto, bürgerlich Howard Trafford, (* 15. März 1952 in Scunthorpe) ist ein britischer Rocksänger und Texter, der seine Karriere als Sänger der Punkband Buzzcocks begann, diese aber wenig später wieder verließ, um mit Magazine eine der ersten Postpunk-Bands zu gründen. Nach der Auflösung von Magazine widmete er sich einer Solokarriere und gründete später die Indie-Band Luxuria.

## Werdegang
Trafford wurde am 15. März 1952 in Scunthorpe, Lincolnshire geboren und verbrachte seine Kindheit in Moortown, einem Stadtteil von Leeds, Nuneaton, Warwickshire und Yorkshire. Er besuchte die Leeds Grammar School, wo er sich mit Richard Boon, dem späteren Manager der Buzzcocks, anfreundete. 1972 schrieb er sich am Bolton Institute of Technology in Manchester ein, um Psychologie, Philosophie und Literatur zu studieren. Er beschäftigte sich zu dieser Zeit mit der Musik von Iggy Pop und The Stooges sowie John Cale. Er nannte sich selbst seit dieser Zeit Devoto (das englische „devote“ meint, sich einer Sache zu verschreiben). Peter McNeish, der später unter dem Künstlernamen Pete Shelley bekannt werden würde, lernte Devoto kennen, als er an der Electronic Music Society des Colleges jemanden suchte, der ein von ihm gedrehtes Kunstvideo mit elektronischer Musik untermalen könne. Auch die Bekanntschaft mit Ben Mandelson machte er an der Universität.

### Buzzcocks
Durch zwei Konzerte der Sex Pistols im Februar 1976 inspiriert, gründete Devoto zusammen mit Shelley und Mandelson noch im gleichen Monat die Buzzcocks. Shelley zeichnete an der Gitarre für die Musik verantwortlich, der Dostojewski-Fan und Stooges-Verehrer Devoto lieferte die Texte. Paul Morley, Korrespondent beim NME in Manchester und Besucher eines der ersten Konzerte, meinte: „Wenn man ein paar Schritte zurücktrat, dachte man: Das klingt wie Free Jazz.“ Das Stück Boredom nahm Devotos Entscheidung, die Buzzcocks kurz nach der Veröffentlichung der EP Spiral Scratch und einigen Auftritten wieder zu verlassen vorweg. Mit der Punkmusik der Buzzcocks kamen seine Texte nicht zur Geltung, die er gehört wissen wollte. Der Presse erklärte er, er „habe genug vom Krach und sei außer Puste“, und Morley vom NME erklärte er:„Ich langweile mich sehr schnell“. Nach dem Ausstieg bei den Buzzcocks wollte er zunächst sein Studium fortführen, blieb jedoch mit den Buzzcocks verbunden.

### Magazine
Anfang 1977 änderte er seine Meinung, beeinflusst von den Alben Low von David Bowie und The Idiot von Iggy Pop, und wollte eine neue Band gründen, in der seine Texte mehr im Vordergrund stehen sollten und deren Musik so klingen sollte, wie die zweite Seite von Low. Devoto und John McGeoch, der am Manchester Polytechnic Kunst studierte, gründeten im April 1977 die einflussreiche und das Genre Post-Punk mit definierende Band Magazine. Ihr eigenwilliger, auch von Keyboarder Dave Formula und der Rhythmusgruppe John Doyle und Barry Adamson geprägter Stil ist nicht leicht zu kategorisieren; sie wurden von der Musikpresse mehr oder weniger vereinfacht dem New Wave (der „neuen Welle“) zugeordnet. Magazine veröffentlichten sowohl mehrere einflussreiche Alben, denen nur mittelmäßiger kommerzieller Erfolg zuteilwurde, als auch kleinere Charterfolge mit Singles wie Shot By Both Sides, The Light Pours Out of Me, Permafrost oder A Song From Under the Floorboards (eine eindeutige Reminiszenz an Dostojewskis Aufzeichnungen aus dem Kellerloch). Das dritte Studioalbum The Correct use of Soap von 1980 gilt als das beste Album von Magazine, aber zu diesem Zeitpunkt überflügelte sie bereits eine andere Band aus Manchester, Joy Division. Wieder hatte Devoto in Stuck vom Album The Correct use of Soap das Ende der Band vorweggenommen: „Stop when you cease to amaze me“ („Hör auf, wenn Du mich nicht mehr verblüffst“). Mit dem Ausstieg Devotos 1981 löste sich die Band auf, fand sich für fünf Auftritte im Februar 2009 jedoch wieder zusammen (mit Norman Fisher-Jones für den 2004 verstorbenen John McGeoch an der Gitarre).

### Solo
Nachdem sich Magazine 1981 aufgelöst hatten, schrieb Devoto etwa zwei Jahre mit dem Magazine-Keyboarder Dave Formula an seinem ersten Soloalbum. Obwohl die Kritiken für Jerky Versions of the Dream gemischt ausfielen, wurde die Single Rainy Season häufig hervorgehoben. Jerky Versions of the Dream wurde 2007 von Virgin/EMI mit mehreren Bonustiteln neu herausgebracht.

### Zusammenarbeiten
Island Records veröffentlichte 1983 die Zusammenarbeit mit Bernard Szajner bei drei Titeln der LP Brute Reason. Es folgte 1984 eine Neuaufnahme von Big Stars Holocaust für das lose Musikerkollektiv This Mortal Coil. Deren Album It’ll End in Tears enthielt Beiträge von vielen bei 4AD unter Vertrag stehenden Künstlern, unter denen Devotos Stück eher untypisch ist.

### Luxuria
Eines seiner nächsten Projekte war 1988 die Zusammenarbeit mit dem aus Liverpool stammenden Multiinstrumentalisten Norman Fisher-Jones alias Noko (später Apollo 440). Unter dem Namen Luxuria veröffentlichten sie zwei Alben und ein Musikvideo für die Single Redneck.

### Rückzug ins Privatleben
Während der meisten Zeit in den 1990er-Jahren hatte Devoto wenig mit der Musikindustrie zu tun und verdiente seinen Lebensunterhalt durch die Arbeit für eine Fotoagentur.

### Mansun
1997 und 1998 hat Devoto auch mit der aus Chester stammenden Band Mansun zusammengearbeitet. Er schrieb einen Titel für die EP Closed For Business und erscheint auf deren EP Being A Girl (Part One).
2001 tat sich Devoto nach 25 Jahren wieder mit Pete Shelley von den Buzzcocks zusammen und veröffentlichte das vielbeachtete Album Buzzkunst unter dem Namen ShelleyDevoto. Die Kritiken fielen gemischt aus.
2002 spielte Devoto eine kleine Rolle in dem Film 24 Hour Party People. Im Film geht es um Factory Records, ein Plattenlabel aus Manchester. In seinem kurzen Gastauftritt spielt Devoto einen Putzmann, der die Herrentoilette reinige, während der Schauspieler Martin Hancock (der Devoto überhaupt nicht ähnlich sieht) in der Rolle des Howard Devoto eine Verabredung mit der Ehefrau des Konzertveranstalters und Journalisten Tony Wilson hat. Der echte Devoto dreht sich zur Kamera und sagt mit unbewegter Miene „I definitely don't remember this happening“ („Ich kann mich wirklich nicht an sowas erinnern“).
Im Februar 2009 feierten Magazine mit Noko an der Gitarre ein kurzes Comeback mit fünf Konzerten in Großbritannien.
Am 9. Juli 2009 verlieh die University of Bolton Devoto die Ehrendoktorwürde für seine Beiträge zur Musik.

## Einflüsse auf andere Künstler, Coverversionen
Mehrere Musikgruppen nennen Devoto als Einfluss oder Vorbild. Momus nahm 1988 den Devoto gewidmeten Titel The Most Important Man Alive (nach einem Zitat Morleys im NME) für die Bungalow Records Compilation Suite 98 auf. Mansun, mit denen er auch zusammengearbeitet hatte, coverten "Shot By Both Sides" live. Sowohl Ministry als auch Peter Murphy coverten The Light Pours Out of Me von Magazine; Morrissey coverte den Magazine-Titel A Song From Under The Floorboards. Radiohead und Jarvis Cocker haben beide Shot By Both Sides gecovert.

## Diskografie

### Solo
- Jerky Versions of the Dream (Album) (1983)
- Rainy Season (Single) (1983)
- Cold Imagination (1983)

### Luxuria
- Redneck (Single) 1988
- Unanswerable Lust (Album) 1988
- Public Highway (12"-Single) 1988
- The Beast Box Is Dreaming (12"-Single) 1990
- Beast Box (Album) 1990
- Jezebel (Single) 1990